# 戈教·洛绒彭吉
戈教·洛绒彭吉（1860年—1920年）藏族，今四川省道孚县（原乾宁县）协德乡下村人，第二世戈教活佛。

## 生平
1860年，生于今道孚县协德乡下村仁达卡巴家。后来，经十二世达赖认定为第一世戈教活佛的转世，在惠远寺坐床。十多岁时，赴拉萨哲蚌寺木雅康村学经，获格西学位。
1920年，戈教·洛绒彭吉圆寂，享年60岁。